# Семейство GH110
Семе́йство GH110 гликози́л-гидрола́з — семейство каталитических доменов белков, обладающих гликозил-гидролазными активностями. Также включает гомологичные им домены, возможно не обладающие такими активностями. Всего известно около 30 белков, содержащих домены семейства GH110, все они принадлежит бактериям. У белков этого семейства описано две энзиматические активности: α-галактозидазная (КФ 3.2.1.22) и α-1,3-галактозидазная (КФ 3.2.1.-). Необычным свойством α-галактозидаз этого семейства является то, что они способны отщеплять остатки α-D-галактозы с обращением (inverting) их оптической конфигурации.